# ستيوارت ماكيفر
ستيوارت ماكيفر (بالإنجليزية: Stuart McIver)‏ هو مؤرخ وصحفي أمريكي، ولد في 25 ديسمبر 1921، وتوفي في 2008.

## وصلات خارجية
- الموقع الرسمي
- ستيوارت ماكيفر على موقع IMDb (الإنجليزية)